# 楊富江
楊富江（1998年8月2日—）是臺灣越南混血女演員。於越南胡志明長大，畢業於國立政治大學企業管理學系。
2022年，她首次演出公視人生劇展《姐妹》即入圍第57屆金鐘獎「迷你劇集（電視電影）最具潛力新人獎」的獎項提名。
2023年，她以客家電視台的客家尋味劇場《暗夜微光》廣受關注，入圍第58屆金鐘獎「戲劇節目女配角獎」的獎項提名。
2024年再度以公視人生劇展《彈味中的嬰孩》入圍第26屆台北電影獎「最佳新演員」的獎項提名以及第59屆金鐘獎「迷你劇集（電視電影）女主角獎」的獎項提名。
2025年，她以短片《留學生》榮獲第47屆金穗獎「最佳演員」的獎項，並於同年入選台北電影節非常新人。

## 外部連結
- 楊富江的Facebook專頁